# Vanni Peak
Der Vanni Peak ist ein etwa 1700 m hoher Berg an der Loubet-Küste des Grahamlands im Norden der Antarktischen Halbinsel. Auf der Arrowsmith-Halbinsel ragt 5 km nördlich des Mount Lagally in den Dorsey Mountains auf.
Der Falkland Islands Dependencies Survey kartierte ihn anhand von Vermessungen und Luftaufnahmen aus den Jahren zwischen 1956 und 1959. Das UK Antarctic Place-Names Committee benannte ihn 1960 nach dem italienischen Hydrologen und Glaziologen Manfredo Vanni (1898–1976).